# Adabas
Adabas er en database fra firmaet Software AG i Darmstadt. Med en oprindelse i slutningen af 60'erne er den, sammen med IMS et af de ældste databasesystemer, der stadig benyttes. Adabas er en forkortelse for Adaptable DAta Base System.

## Opbygning
Adabas betragtes ofte som en relationel database, men det er mere korrekt at betegne den som en inverteret liste database, idet databasens opbygning er meget tydelig for programmøren, der kan udnytte de inverterede lister (indeces) direkte. Særegent for Adabas er, at hvis et felt i databasen er såkaldt null-value suppressed og samtidig indgår i et indeks, så vil fraværet af en værdi i feltet for en record (post), en null-value, medføre at recorden helt udelades af det pågældende indeks. Det kan udnyttes i programmeringen, men stiller også krav til programmørens opmærksomhed.
Adabas tillader brug af repeterende grupper i en post, noget der ikke er i overensstemmelse med teorien for relationelle databasers ideelle opbygning.